# Pierre-Augustin Lefèvre de Marcouville
Pour les articles homonymes, voir Lefèvre.
Pierre-Augustin Lefèvre de Marcouville, dit Marcouville, est un avocat et dramaturge français né le 28 octobre 1723 et mort en 1790.
Avocat au Parlement, il fut secrétaire du prince Honoré III de Monaco et écrivit une dizaine d'opéras-comiques, seul ou en société.
Né à Paris en 1723, Il prit le nom du village de Marcouville dans le Vexin d'où sa famille était originaire.

## Œuvres
- Le Sommeil de Thalie (1750)
- Le Mai (1751)
- Fanfale (1752)
- Bertholde à la ville (1754)
- Les Amants trompés (1756)
- La Fausse Aventurière (1757, reprise l'année suivante sous le titre La Fausse Esclave, musique de Gluck)
- La Petite Maison (1757)
- L'Heureux Déguisement (1758)
- Le Médecin de l'amour (1758)
- Le Maître d'école (1760)
- L'Île des fous (1760)